# Centre Penitenciari de Girona
El Centre Penitenciari de Girona és una presó de la Generalitat de Catalunya situada al municipi de Girona.